# The L Word
The L Word er en populær amerikansk-canadisk tv-serie, vist i seks sæsoner, produceret i årene 2004-2009 og vist på den amerikanske betalingskanal Showtime.
Serien fortæller om en gruppe lesbiske, biseksuelle og transkønnede hovedpersoner.